# Villette (Piemont)
Villette ist eine Gemeinde im Valle Vigezzo in der Provinz Verbano-Cusio-Ossola (VB) in der Region Piemont.

## Lage und Einwohner
Villette liegt 63 Straßenkilometer nördlich von der Provinzhauptstadt Verbania und 22 km östlich von Domodossola im Valle Vigezzo. Sie umfasst eine Fläche von 7,38 km² und hat 277 Einwohner (Stand 31. Dezember 2023). Sie ist damit die kleinste Gemeinde im Valle Vigezzo. Villette hat an der Bahnstrecke Locarno - Domodossola einen Bahnhof, der aber zur Zeit stillgelegt ist.
Die Nachbargemeinden sind Craveggia, Malesco und Re.

### Bevölkerungsentwicklung

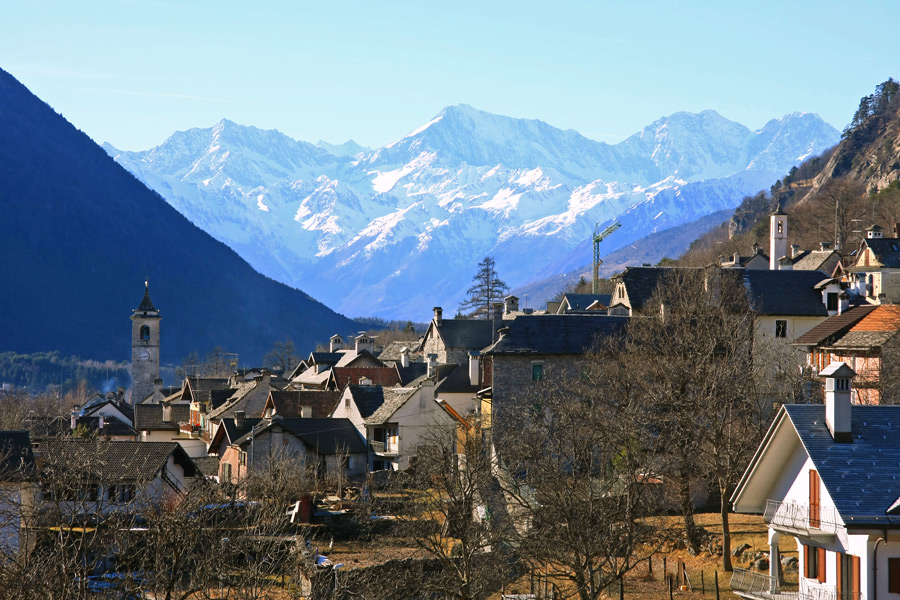
Villette

## Sehenswürdigkeiten

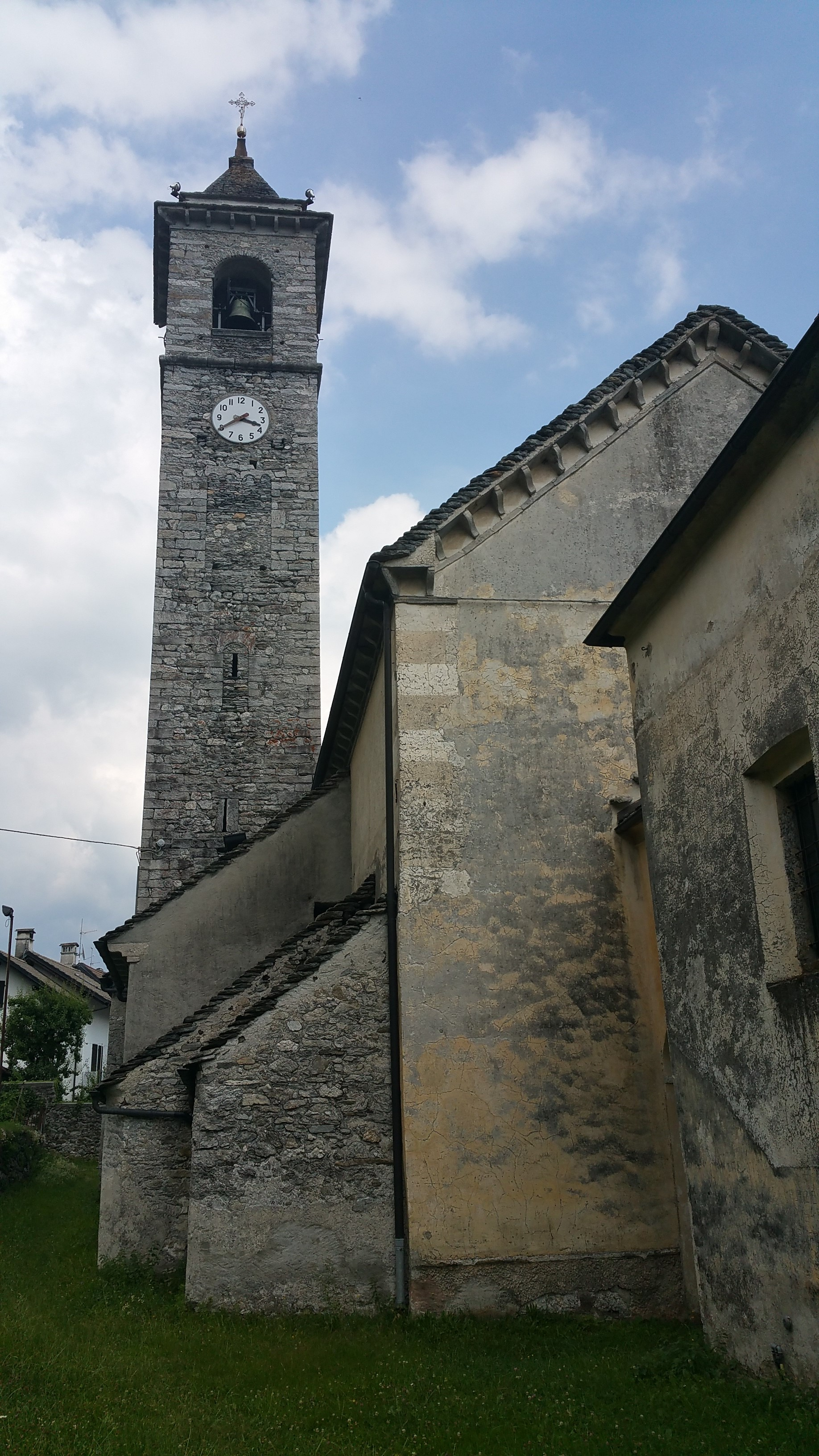
Kirche San Bartolomeo

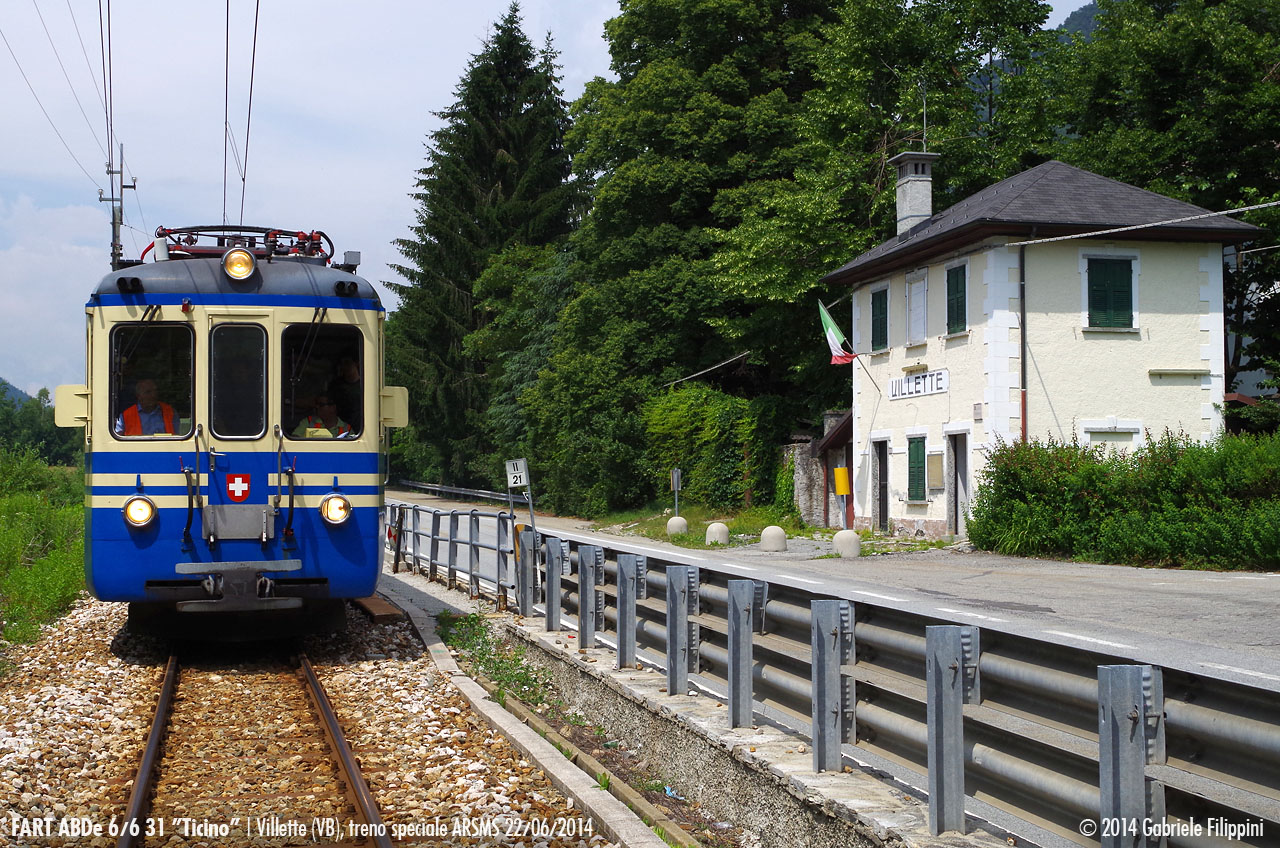
Bahnhof von Villette

- Betkapelle von Londrago mit Fresken des Malers Lorenzo Peretti aus Buttogno[2]: Crocifissione, San Giorgio und Santi 1808–1809.
- Ethnographisches Museum La cà di Feman de la piaza.
- Villette wird auch das Dorf der Sonnenuhren genannt. Nicht nur an der Kirche oder am Rathaus hat es Sonnenuhren, sondern im ganzen Dorf. Geschätzt sind es etwa 30 Sonnenuhren die die Häuser schmücken.[3]